# Kędzierzyn-Koźle (district)
Kędzierzyn-Koźle (powiat kędzierzyńsko-kozielski) is een Pools district (powiat) in de woiwodschap Opole. Het district heeft een oppervlakte van 625,28 km² en telt 96.715 inwoners (2014).
Stadsdistrict:
Opole

Districten:
Brzeg · Głubczyce · Kędzierzyn-Koźle · Kluczbork · Krapkowice · Namysłów · Nysa · Olesno · Opole · Prudnik · Strzelce